# Atentado con burro-bomba de Huanta
El atentado con burro-bomba de Huanta fue un acto perpetrado por agentes del Partido Comunista del Perú-Sendero Luminoso (PCP-SL) el 10 de noviembre de 1985 en la ciudad de Huanta, capital de la provincia homónima.

## Acontecimientos
A las 11 de la mañana, un burro fue amarrado en un poste cercano a la Plaza de Armas de Huanta por cuatro senderistas disfrazados de campesinos. En aquellos momentos se realizaba una feria dominical. Supuestamente, el burro llevaba una alforja de tunas, aunque en realidad tenía una carga de dinamita, además de afiches y volantes donde se indicaba a la población no votar en las elecciones municipales complementarias que se celebrarían el 24 de noviembre de aquel año. Entre los afiches, también se indicaba la realización de un paro regional. La explosión resultante dejó heridas 15 personas, además de esparcir por los aires los trozos dinamitados del animal junto a los volantes subversivos.